# Neocyrtopsis
Neocyrtopsis is een geslacht van rechtvleugeligen uit de familie sabelsprinkhanen (Tettigoniidae). De wetenschappelijke naam van dit geslacht is voor het eerst geldig gepubliceerd in 2007 door Liu & Zhang.

## Soorten
Het geslacht Neocyrtopsis omvat de volgende soorten:
- Neocyrtopsis fallax Wang & Liu, 2012
- Neocyrtopsis variabilis Xia & Liu, 1992
- Neocyrtopsis bilobata Liu, Zhou & Bi, 2008
- Neocyrtopsis yachowensis Tinkham, 1944